# One Planet Summit

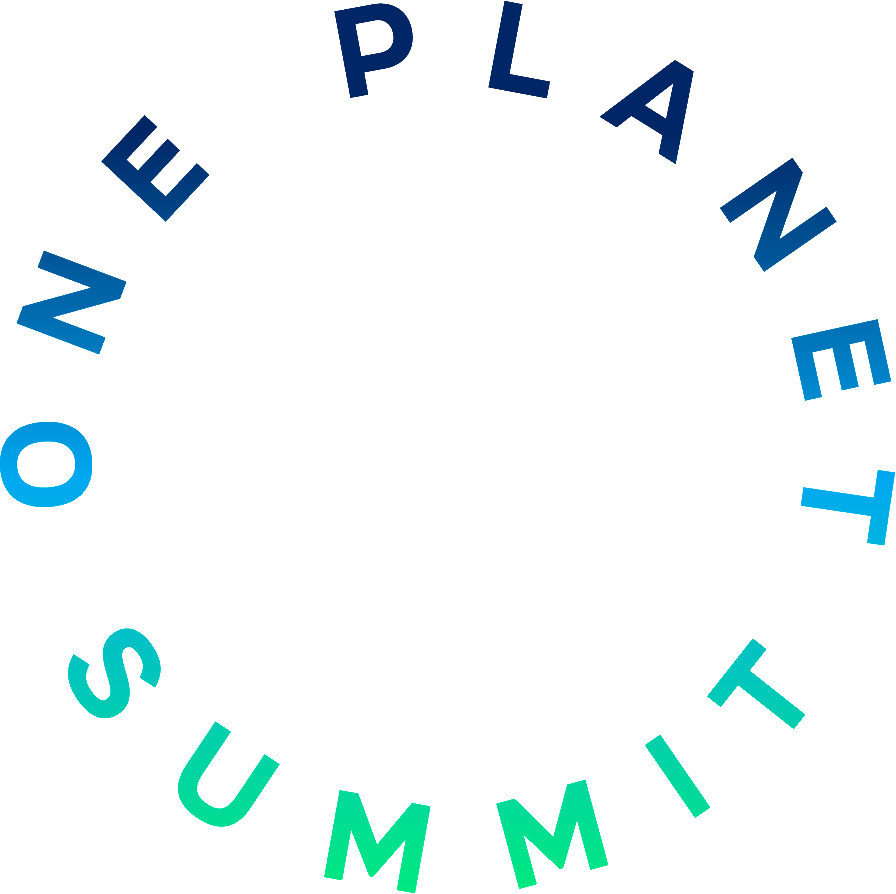
Logo des One Planet Summit

One Planet Summit („Eine-Erde-Gipfel“) ist der Titel einer vom französischen Präsidenten Emmanuel Macron auf der UN-Klimakonferenz in Bonn 2017 (COP 23) angekündigten Reihe außerordentlicher bzw. zusätzlicher Weltklimagipfel. Das Ziel ist es, eine weltweite „ökologische Transformation“ voranzutreiben, durch die „Maßnahmen zum Umwelt- und Klimaschutz mit Chancen für Arbeitsmarkt, Innovation und Wirtschaft verbunden“ werden. Zu diesem Zweck wurden verschiedene „Koalitionen“ zwischen staatlichen und privaten Akteuren zur Erreichung konkreter Ziele geschlossen. Veranstalter sind neben der französischen Regierung die Weltbank unter ihrem Präsidenten Jim Yong Kim sowie die Vereinten Nationen mit ihrem Generalsekretär António Guterres.
Der erste One Planet Summit fand am 12. Dezember 2017 – dem zweiten Jahrestag des auf der COP 21 geschlossenen Weltklimaabkommens – bei Paris in Boulogne-Billancourt im Kulturzentrum La Seine Musicale auf der örtlichen Seine-Insel Île Seguin statt. Nach dem ersten Treffen gab es weitere Gipfel in New York 2018 und in Nairobi 2019. Am 11. Januar 2021 fand der vierte Gipfel, diesmal virtuell, wieder in Paris statt.

## Teilnahme
2017 trafen ca. 4.000 Vertreter von Organisationen, Kommunen und Regionen aus rund 130 Ländern zusammen, darunter rund 50 Staats- und Regierungschefs. Die USA waren neben diplomatischem Personal ihrer Botschaft durch zivilgesellschaftliche Vertreter des Bündnisses America’s Pledge vertreten; für die Bundesrepublik nahm die (nach dem Scheitern der Jamaika-Sondierungsgespräche 2017 kommissarische) Umweltministerin Barbara Hendricks teil.

## Ziele, Zweck
Unter dem Slogan „Es gibt keinen Planeten B“ hat das Gipfeltreffen gemäß seiner Homepage drei Ziele (Zitate):
1. Ergreift konkrete und kollektive Maßnahmen. Es gibt Lösungen, die wir so schnell wie möglich global und lokal einführen sollten.
2. Seid innovativ. Lasst uns kreativ und einfallsreich sein, indem wir unsere Systeme an die unvermeidlichen Veränderungen anpassen und unsere Anstrengungen zur Reduzierung der Treibhausgasemissionen verstärken.
3. Unterstützt einander. Wir sind alle vom Klimawandel betroffen, aber einige von uns sind anfälliger als andere. Lasst uns zum Wohle aller zusammenarbeiten und unsere Unterstützung noch mehr für die Länder und Völker erhöhen, die sie am meisten brauchen.

Ein Hauptaugenmerk soll auf der möglichen Beschleunigung und Unterstützung gemeinsamer Bemühungen zur Bekämpfung der globalen Erwärmung liegen, wodurch Innovationen entwickelt werden sollen, die von öffentlichen und privaten Trägern finanziert werden. Es soll also vor allem über die Finanzierung weiterer Klimaschutzmaßnahmen beraten werden; außerdem werden Ankündigungen verschiedener Politiker zu Investitionen in neue Energietechnologien erwartet.

## Verlauf
Im Vorfeld rief Weltbank-Präsident Jim Yong Kim dazu auf, die internationalen Klimaschutzbemühungen auch ohne die Beteiligung der amtierenden US-Regierung unter dem „Klimaskeptiker“ Donald Trump voranzutreiben; mit den in den USA Engagierten könnten trotz des von den USA für 2020 angekündigten Ausstiegs aus dem Weltklimaabkommen Fortschritte erzielt werden. Gastgeber Macron bekräftigte, dass das Pariser Abkommen historisch sei und nicht z. B. zugunsten der USA neu verhandelt werden könne.
Wenige Tage vorher hatte in Nairobi am Sitz des Umweltprogramms der Vereinten Nationen (UNEP) vom 4. bis 6. Dezember 2017 die 3. UN-Umweltkonferenz stattgefunden, ebenfalls Anfang Dezember in Chicago der von der amerikanischen zivilgesellschaftlichen Organisation America’s Pledge organisierte erste nordamerikanische Klimagipfel North American Climate Summit.
Am Vorabend des Gipfels vergab Macron mehrere Forschungsstipendien an US-Klimaforscher; auch Deutschland schrieb im Rahmen der Initiative Make Our Planet Great Again (→ Make America Great Again) ein Stipendium für Klima-, Energie- und Erdsystemforschung aus.
Nach einem Treffen der mehr als 50 teilnehmenden Staats- und Regierungschefs mit Macron im Élysée-Palast fuhr man am 12. Dezember vormittags gemeinsam per Boot zum Tagungsort auf der Île Seguin. Hier erklärte Michael Bloomberg, UN-Sondergesandter für Klimaschutz, dass die USA trotz der klimawandelskeptischen Politik von Präsident Trump ihre zum Übereinkommen von Paris gegebenen Zusagen einhalten könnten, denn eine umweltfreundliche Firmenpolitik liege z. B. im Interesse vieler US-Unternehmen. Zuvor hatte Macron nochmals bestätigt, das Atomkraftwerk Fessenheim schließen zu wollen, allerdings erneut ohne entsprechenden Termin. Macron schlug zwölf zusätzliche Projekte zur Forcierung des Kampfs gegen die anthropogene Erderwärmung vor, z. B. ein Programm zur Entwicklung von Elektrofahrzeugen, um schneller aus fossil getriebener Mobilität z. B. mit Verbrennungsmotoren aussteigen zu können.

## Ergebnisse
Die Weltbank kündigte an, ab 2019 keine Projekte zur Erschließung von Erdöl und Erdgas mehr zu finanzieren; der Versicherungskonzern Axa teilte mit, in Zukunft keine Neubauten von Kohlekraftwerken mehr zu versichern und bis 2020 zwölf Mrd. Euro in „grüne“ Projekte investieren zu wollen.
Deutschland initiierte zusammen mit Frankreich, Großbritannien, den Niederlanden und Schweden, den Emissionsrechtehandel zu verteuern, um mit höheren Preisen für CO2-Ausstoß den Ausstieg aus den fossilen Brennstoffen voranzutreiben; die US-Bundesstaaten Kalifornien und Washington schlossen sich dem an.
Dem auf der COP 23 in Bonn von Großbritannien ins Leben gerufene Bündnis für den Kohleausstieg traten mehrere weitere Partner bei, sodass die Zahl seiner Mitglieder auf rund 30 Länder und Regionen anwuchs.
Acht Zentralbanken und Finanzmarktaufsichtsbehörden gründeten 2017 das Network for Greening the Financial System (NGFS), um das Risikomanagement im Finanzsektor zu Umweltrisiken und Auswirkungen der globalen Erwärmung weiterzuentwickeln und im Sinne des grünen Finanzwesen (englisch green finance) Mittel für den Übergang zu einer nachhaltigen Wirtschaft zu mobilisieren.
An der One Planet Summit 2021 in Paris sind 14,3 Milliarden Dollar für Afrikas Grüne Mauer im Sahel zusammengekommen. 50 Staaten der High Ambition Coalition, darunter auch Deutschland, erklärten als Ziel bis zum Jahr 2030 gemeinsam 30 Prozent ihrer Land- und Meeresflächen unter Schutz zu stellen.